# Waterkrachtcentrale Olidan
Waterkrachtcentrale Olidan is gelegen nabij de stad Trollhättan in de Zweedse provincie Västra Götalands län. De centrale ligt aan de rivier Göta älv.
Het was de eerste grootschalige poging in Zweden om elektriciteit op te wekken uit water. In 1910 begon Olidan stroom te leveren voor de industrie en de spoorwegen. De bouw van Olidan gaf aanleiding tot de oprichting van Kungliga Vattenfallsstyrelsen (de Koninklijke Raad van Vattenfall), wat later gewoon Vattenfall (Zweeds voor waterval) werd.
De waterkrachtcentrale begon in 1910 met vier turbines en tegen 1914 werden nog vier eenheden opgestart. Door de stijgende vraag en de verhoogde capaciteit door een beter waterbeheer van de Göta Älv werden later nog eens vijf eenheden gebouwd. Tegen 1921 had Olidan 13 turbines waarvan er 10 nog steeds in gebruik zijn. De andere drie werden ontmanteld voor de onderdelen. Elke turbine heeft een capaciteit van 10 MW. De centrale heeft 10 turbines, 16 aggregaten en een verval van 32 meter.
Nabij de centrale bevindt zich de waterval Trollhättefallen en waterkrachtcentrale Hojum. Vattenfall heeft nog twee andere waterkrachtcentrales op de Göta Älv: Vargön en Lilla Edet.